# 長沖古墳群
長沖古墳群（ながおきこふんぐん）は、埼玉県本庄市（旧児玉郡児玉町）にある古墳群。「梅原古墳群」とも呼ばれている。

## 概要
小山川（身馴川）左岸に沿って分布する大規模な古墳群で、2014年（平成26年）時点で205基の存在が確認されている。古墳時代中期の5世紀中頃から古墳群が形成されはじめ、7世紀後半にかけて築造された。

## 主な古墳
- 長沖32号墳
  - 全長32メートル、高さ3メートルの前方後円墳[4]。円筒埴輪や朝顔形円筒埴輪等が出土した。市指定史跡。